# Karfiguéla
Karfiguéla est une localité située dans le département de Banfora de la province de la Comoé dans la région des Cascades au Burkina Faso. Le village est célèbre pour ses chutes d'eau, les cascades de Karfiguéla, qui ont donné leur nom à la région administrative.

## Éducation et santé
La commune accueille un centre de santé et de promotion sociale (CSPS) tandis que le centre hospitalier régional (CHR) se trouve à Banfora.
Le village possède une école primaire publique. 